# Avia B-34
Avia B-34 byl československý stíhací dvouplošník z období mezi světovými válkami. Jednalo se o první konstrukci Františka Novotného pro továrnu Avia. Letoun byl předchůdcem standardního stíhacího letounu Československého letectva Avia B-534.

## Vývoj
Konstruktér František Novotný zkonstruoval stíhací letoun B-34 pro motor Hispano-Suiza 12Nbr, v Československu licenčně vyráběný pod označením Avia V-36, resp. Vr-36 (verze s reduktorem). Novotného styl se vyznačoval pro Avii novými konstrukčními prvky, například celokovovou kostrou spojovanou „za studena“ pomocí šroubů a nýtů, což dávalo strojům neobyčejnou pevnost a snadnou opravitelnost i v polních podmínkách. 2. února 1932 uskutečnil tovární pilot Avie Václav Kočí první let nového stíhacího letounu B-34. Výsledky letových zkoušek prototypu označeného B-34.1 si vyžádaly úpravu krytu motoru Vr-36 o výkonu 650 koní. Vylepšený prototyp dostal kovovou vrtuli a aerodynamicky dokonalejší kryt motoru, přičemž vstupní otvor chladiče byl posunut dozadu. Zkoušky prototypu spojené s přípravou sériové výroby trvaly dva roky.

## Služba
Výkony letounu nebyly oproti předchozímu typu Avia Ba-33 (zdokonalená verze letounu Avia BH-33) o mnoho vyšší, nicméně MNO objednalo kvůli udržení zaměstnanosti ve firmě Avia 12 sériových B-34. Jejich výroba začala v roce 1933 a o rok později byly zařazeny k 37. stíhací letce 3. leteckého pluku. Od roku 1937 se využívaly již jen k výcviku. Na podzim 1938 sloužilo deset zbývajících letounů B-34 u 1. letky cvičné peruti IV. Po rozbití Československa v roce 1939 získaly tři stroje Slovenské vzdušné zbraně a zbývající ukořistilo Německo.

## Technický popis
Avia B-34 se vyznačovala konstrukcí typickou pro pozdější dvouplošné stíhací letouny Avia: trup z ocelových trubek spojených šrouby a nýty, zadní část trupu potažena plátnem a přední část duralem. Pohon zajišťoval vodou chlazený řadový motor s chladičem umístěným pod trupem. Výzbroj byla umístěna na bocích trupu pod kapkovitými kryty. Letoun měl pevný podvozek s olejovými tlumiči.

## Odvozené verze
Sériová výroba letounu B-34 byla zahájena v době, kdy v Československu již létaly prototypy modernějších stíhacích letounů. Na základě této konstrukce však bylo již dříve vyprojektováno několik stíhacích letounů s řadovými i hvězdicovými motory:
- B-134 s dvouhvězdicovým motorem Walter Mistral 14 Kbs o výkonu 700 koní (tento letoun nepřekročil úvodní fázi projektu);
- B-234 s hvězdicovým motorem Avia R-29 o výkonu 441 kW
- B-334 s hvězdicovým motorem Armstrong Siddeley Jaguar Major o výkonu 490 koní
- B-434 s řadovým motorem Hispano-Suiza Xbrs o výkonu 478 kW

Letouny B-334 a B-434 zůstaly pouze „na papíře“, zatímco prototyp B-234 byl nakonec v srpnu 1932 dokončen, nicméně nebyl nikdy zalétán. Příčinou byl motor R-29, jehož nepravidelný chod a silné vibrace při pozemních zkouškách donutily výrobce k demontáži motoru a přestavbě prototypu. K pohonu nově vznikajícího letounu vycházejícího z B-234 a označeného B-534 byl  použit přeplňovaný francouzský motor Hispano-Suiza 12 Ybrs.

## Specifikace (B-34)
B-34 sériového provedení (12 letounů)

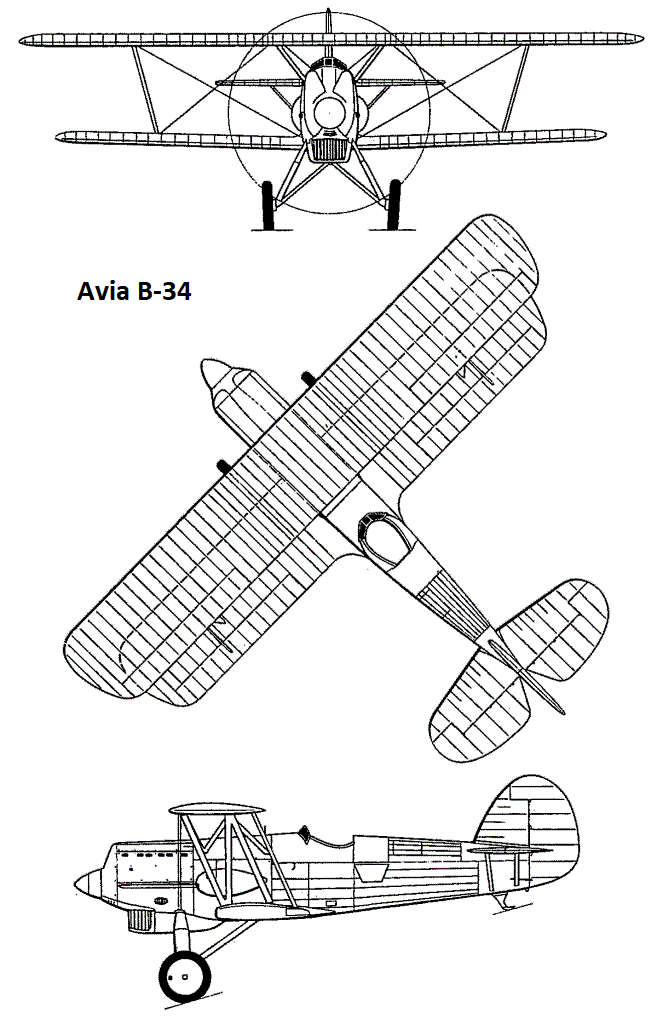
Avia B-34

### Technické údaje
- Posádka: 1 pilot
- Rozpětí: 9,40 m
- Výška: 2,92 m
- Délka: 7,25 m
- Nosná plocha: 23,90 m²
- Plošné zatížení: 72 kg/m²
- Prázdná hmotnost: 1305 kg
- Max. vzletová hmotnost : 1730 kg
- Pohonná jednotka: 1 × atmosférický dvanáctiválcový vidlicový motor Avia Vr-36, licence Hispano-Suiza 12Nbr
- Výkon pohonné jednotky: 725 koní

### Výkony
- Cestovní rychlost: 280 km/h
- Maximální rychlost: 325 km/h ve výšce 100 m
- Dolet: 600 km
- Dostup: 7000 m
- Stoupavost: 12 min do nadmořské výšky 5 000 m

### Výzbroj
- 2 × synchronizovaný kulomet vz. 30 ráže 7,92 mm

## Uživatelé
- Československo
  - Československé letectvo
- Německá říše
  - Luftwaffe
- Slovensko
  - Slovenské vzdušné zbraně